# Ronchin
Ronchin és un municipi francès, situat a la regió dels Alts de França, al departament del Nord. L'any 2006 tenia 18.761 habitants. Limita amb Lilla al nord, Lezennes a l'est, Lesquin al sud i Faches-Thumesnil a l'oest.
| Evolució de la població Ehess i INSEE |      |      |       |       |       |       |       |       |
| 1793                                  | 1800 | 1806 | 1821  | 1831  | 1836  | 1841  | 1846  | 1851  |
| 836                                   | 752  | 875  | 1 007 | 1 326 | 1 425 | 1 460 | 1 565 | 1 634 |

| 1856  | 1861  | 1866  | 1872  | 1876  | 1881  | 1886  | 1891  | 1896  |
| ----- | ----- | ----- | ----- | ----- | ----- | ----- | ----- | ----- |
| 1 710 | 1 780 | 1 990 | 2 204 | 2 415 | 2 650 | 2 906 | 3 163 | 3 513 |

| 1901  | 1906  | 1911  | 1921  | 1926  | 1931  | 1936  | 1946  | 1954  |
| ----- | ----- | ----- | ----- | ----- | ----- | ----- | ----- | ----- |
| 4 245 | 4 785 | 5 561 | 5 821 | 6 746 | 7 815 | 8 799 | 8 775 | 9 763 |

| 1962   | 1968   | 1975   | 1982   | 1990   | 1999   | 2006 | 2011 | 2016 |
| ------ | ------ | ------ | ------ | ------ | ------ | ---- | ---- | ---- |
| 11 455 | 14 030 | 15 319 | 17 367 | 17 937 | 17 999 | -    | -    | -    |

| 2019 | - | - | - | - | - | - | - | - |
| ---- | - | - | - | - | - | - | - | - |
| -    | - | - | - | - | - | - | - | - |

| Període   | Identitat      | Partit |
| --------- | -------------- | ------ |
| 1947-1965 | Alfred Colin   |        |
| 1965-1983 | Henri Kints    |        |
| 1983-2006 | Michel Laignel | PS     |
| 2006-     | Alain Rabary   | PS     |

## Agermanaments
- Halle (Westfàlia)
- Târnăveni
- Kirkby-in-Ashfield